# 戈登島
戈登島（Isla Gordon）是智利南部的島嶼，位於麥哲倫-智利南極大區的比格爾海峽南部，屬於火地群島的一部分，座標55°36′S 69°34′W / 55.600°S 69.567°W，面積591平方公里，島上最高點海拔1,548米。
55°36′S 69°34′W / 55.600°S 69.567°W